# Krogabekkmyra

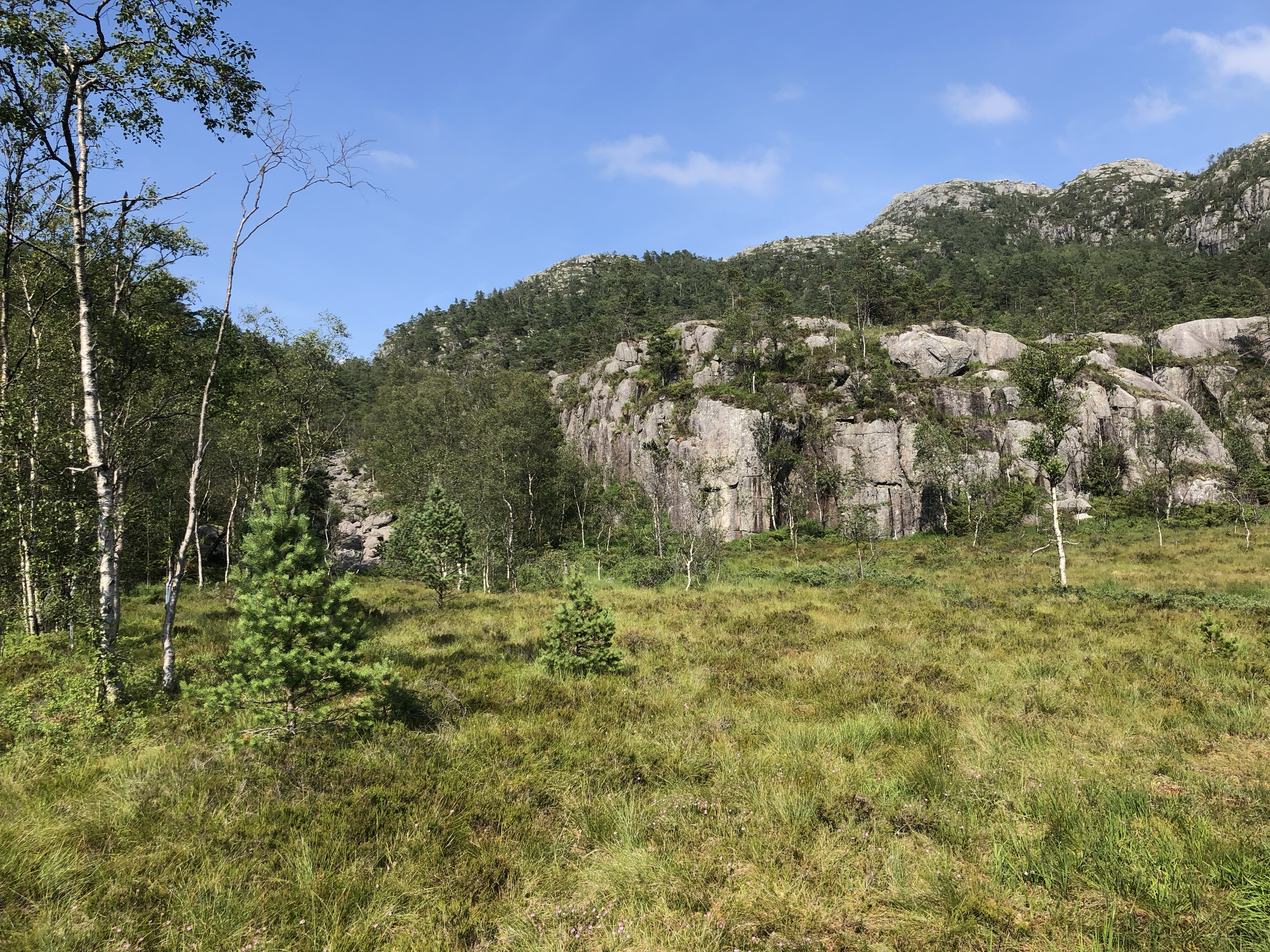
Krogabekkmyra, 2019

Krogabekkmyra ist ein Sumpf in der Provinz Rogaland in der Kommune Strand in Norwegen.
Der Sumpf liegt auf einer Höhe von 422 Metern und ist von Höhenzügen umgeben. Südwestlich erhebt sich der Husafjellet, westlich Urskar, nordöstlich der Lammatoknuten (615 Meter) und östlich der Pass Neverdalsskardet. In den Sumpf fließt von Norden ein Gebirgsbach, der etwas weiter nördlich dem See Moslidalstjørna entspringt. Der Bach durchquert den Sumpf und entwässert nach Süden in Richtung des Sees Revsvatnet.
Von West nach Ost durchquert auf einer Stegkonstruktion der von der Preikestolhytta zum bekannten Preikestolen führende und stark frequentierte Wanderweg den Sumpf. 
Der Krogabekkmyra dehnt sich in West-Ost-Richtung über etwa 400 Meter aus, bei einer Breite von bis zu ungefähr 120 Metern.